# 陶诺·科瓦宁
陶诺·科瓦宁（芬蘭語：Tauno Kovanen，1917年6月20日—1986年2月9日），芬兰男子摔跤运动员。他曾代表芬兰参加1952年夏季奥林匹克运动会摔跤比赛，获得男子古典式重量级铜牌。